# Свині (збірка)
«Свині» — перша сучасна антологія україномовних оповідань у жанрі сплатерпанк, різновиді літератури жахів.
Збірка вийшла в одеському видавництві Айс Принт, видавець фензін «Підвал».
Збірка містить оповідання, що демонструють жорстокість та ниці риси людей.

## Зміст
До збірки потрапили 12 оповідань, які були відібрані на основі однойменного Всеукраїнського літературного конкурсу: 
- Тріск Хребців (Максим Деккер)
- Бодун (Василь Лавер)
- Знаряддя (Володимир Кузнецов)
- Свині не люди (Оксана Бондаренко)
- Легіон (Юлія Андрієнко)
- Кістяний дім (Олег Стецюк)
- Ягідка на іменинному торті (Анастасія Трачук)
- Безсоння (Сергій Рафальський)
- Гроші, мізки і людина зі свинячою головою (Галина Закидальська)
- Різник (Назарій Вівчарик)
- Поїхали з нами (Євген Товстоног)
- Священні мощі (Ксенія Формос)